# Бараново (Шарьинский район)
Бараново — упразднённая деревня в Шарьинском районе Костромской области России. Входила в состав Ивановского сельского поселения. Исключена из учётных данных в 2025 году.

## История
В начале XVII века деревня принадлежала боярину князю Фёдору Мстиславскому, спустя некоторое время после смерти которого, в 1640 году вместе с другими деревнями была пожалована царём Алексеем Михайловичем князю Борису Репнину, от которого деревня перешла его потомкам.
Согласно Спискам населенных мест Российской империи в 1872 году деревня относилась к 2 стану Ветлужского уезда Костромской губернии. В ней числилось 19 дворов, проживали 43 мужчины и 44 женщины.
Согласно переписи населения 1897 года в деревне проживало 76 человек (24 мужчины и 52 женщины).
Согласно Списку населенных мест Костромской губернии в 1907 году деревня относилась к Рождественской волости Ветлужского уезда Костромской губернии. По сведениям волостного правления за 1907 год в деревне числилось 17 крестьянских двора и 143 жителя. Основным занятием жителей деревни был лесной промысел.
До 2010 года деревня относилась к Берзихинскому сельскому поселению.

## Население
| 2008 | 2010 | 2014 |
| ---- | ---- | ---- |
| 1    | ↘0   | ↗1   |